# Petr Fuksa
Petr Fuksa (Nymburk, 28 de septiembre de 1969) es un deportista checo que compitió en piragüismo en las modalidades de aguas tranquilas y maratón. Es padre del piragüista Martin Fuksa.
Ganó once medallas en el Campeonato Mundial de Piragüismo entre los años 1997 y 2006, y once medallas en el Campeonato Europeo de Piragüismo entre los años 1997 y 2005. En el Campeonato Mundial de Piragüismo en Maratón obtuvo una medalla de bronce en 1992.

## Palmarés internacional

### Piragüismo en aguas tranquilas
| Campeonato Mundial | Campeonato Mundial           | Campeonato Mundial | Campeonato Mundial |
| Año                | Lugar                        | Medalla            | Competición        |
| ------------------ | ---------------------------- | ------------------ | ------------------ |
| 1997               | Dartmouth (Canadá)           | Medalla de bronce  | C2 200 m           |
| 1997               | Dartmouth (Canadá)           | Medalla de bronce  | C4 200 m           |
| 1998               | Szeged (Hungría)             | Medalla de oro     | C4 200 m           |
| 1999               | Milán (Italia)               | Medalla de plata   | C4 200 m           |
| 2001               | Poznań (Polonia)             | Medalla de plata   | C4 200 m           |
| 2002               | Sevilla (España)             | Medalla de plata   | C2 200 m           |
| 2002               | Sevilla (España)             | Medalla de plata   | C4 200 m           |
| 2003               | Gainesville (Estados Unidos) | Medalla de plata   | C2 200 m           |
| 2003               | Gainesville (Estados Unidos) | 02 ! [ n 1 ]       | C4 200 m           |
| 2005               | Zagreb (Croacia)             | Medalla de plata   | C4 200 m           |
| 2006               | Szeged (Hungría)             | Medalla de oro     | C4 200 m           |
| Campeonato Europeo |                              |                    |                    |
| Año                | Lugar                        | Medalla            | Competición        |
| 1997               | Plovdiv (Bulgaria)           | Medalla de bronce  | C4 200 m           |
| 1999               | Zagreb (Croacia)             | Medalla de oro     | C4 200 m           |
| 1999               | Zagreb (Croacia)             | Medalla de bronce  | C4 500 m           |
| 2000               | Poznań (Polonia)             | Medalla de oro     | C4 200 m           |
| 2000               | Poznań (Polonia)             | Medalla de bronce  | C4 1000 m          |
| 2001               | Milán (Italia)               | Medalla de oro     | C4 200 m           |
| 2002               | Szeged (Hungría)             | Medalla de plata   | C2 200 m           |
| 2002               | Szeged (Hungría)             | Medalla de bronce  | C4 200 m           |
| 2004               | Poznań (Polonia)             | Medalla de oro     | C2 200 m           |
| 2004               | Poznań (Polonia)             | Medalla de oro     | C4 200 m           |
| 2005               | Poznań (Polonia)             | Medalla de oro     | C4 200 m           |

1. ↑  En esta prueba el equipo ruso, ganador de la medalla de oro, fue descalificado al dar positivo por dopaje el piragüista Serguei Uleguin, por lo que al equipo checo le fue cambiada la medalla de bronce por la de plata.

### Piragüismo en maratón
| Campeonato Mundial | Campeonato Mundial   | Campeonato Mundial | Campeonato Mundial |
| Año                | Lugar                | Medalla            | Competición        |
| ------------------ | -------------------- | ------------------ | ------------------ |
| 1992               | Brisbane (Australia) | Medalla de bronce  | C2 45,0 km         |